# Vektorové pole

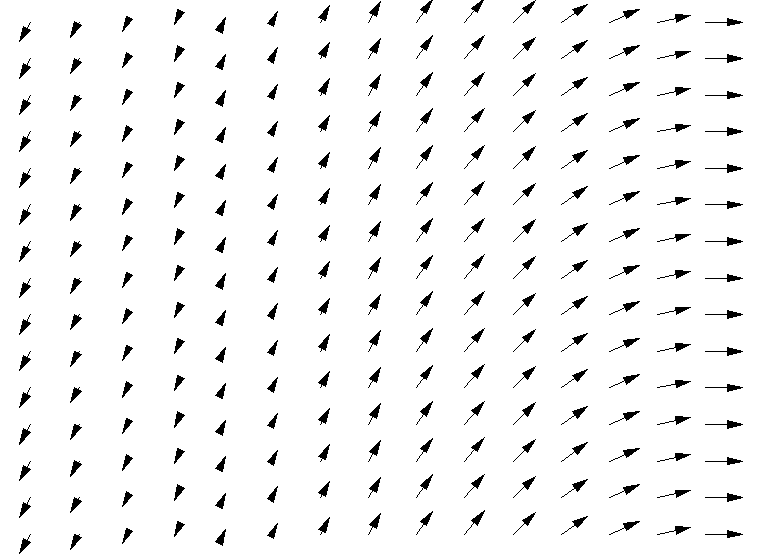
Vektorové pole – každému bodu roviny je přiřazen vektor.

Vektorové pole je v matematice a fyzice (zpravidla spojitá a dostatečně hladká) funkce přiřazující každému bodu prostoru vektor. V klasické fyzice jsou vektory obvykle umístěny v Euklidovském prostoru, ve speciální relativitě v Minkowského prostoru, obecněji může jít o jakoukoliv hladkou varietu.
Ve fyzice se užívá k popisu toho, jak se daná vektorová veličina mění bod od bodu. Příkladem může být pole rychlostí kapaliny v jednotlivých bodech, nebo vektorové pole síly v gravitačním poli.
Matematicky se vektorové pole na (hladké) varietě definuje jako zobrazení mezi danou varietou a jejím tečným bandlem. Přesněji řečeno, takto se definuje tečné vektorové pole. V moderní geometrii se často pod pojmem vektorové pole rozumí jakákoliv sekce vektorového bundlu (takto obecná definice zahrnuje i spinorová nebo tensorová pole na varietách).

## Definice

### Obecné vektorové pole
Mějme hladkou varietu M, pak vektorovým polem W na M nazveme zobrazení{\displaystyle x\mapsto {}W(x),\quad W(x)\in {}T_{x}{}M,\ x\in {}M,}kde {\textstyle T_{x}{}M} je tečný prostor M v bodě x.

### Hladké vektorové pole
Řekneme, že vektorové pole W je hladké, pokud pro každou hladkou funkci f na M, je {\textstyle W[f]} opět hladkou funkcí na M. Ekvivalentně v lokálních souřadnicích {\textstyle ({\mathcal {O}},x^{i})} na M: vektorové pole {\textstyle W(x)=\sum _{i}W^{i}(x){\frac {\partial }{\partial {}x^{i}}}|_{x}} nazveme hladké na {\textstyle {\mathcal {O}}}, jestliže všechny funkce {\textstyle W^{i}} jsou hladké na {\textstyle {\mathcal {O}}}.

## Transformace pole
Ve fyzice se obvykle zapisuje pole pomocí souřadnic. Někdy je potřebné přejít do nových souřadnic, ve kterých bude zápis vypadat jinak. Předpokládejme, pro obecnost, že máme lokální souřadnice {\displaystyle \{x_{i}\}} a vektory vyjadřujeme jako tečné vektory, tj. {\displaystyle \sum _{j}a_{j}{\frac {\partial }{\partial x_{j}}}}. Nechť je pole zapsáno v původních souřadnicích jako
{\displaystyle \sum _{j}f_{j}(\{x_{i}\}_{i}){\frac {\partial }{\partial x_{j}}}}, tj. je reprezentováno funkcemi {\displaystyle f_{i}} (což jsou souřadnice vektorů). Nechť {\displaystyle \{x_{i}'\}_{i}} jsou nové souřadnice a nechť bod se souřadnicemi {\displaystyle \{x_{i}'\}_{i}} má v starých souřadnicích zápis {\displaystyle \{x_{i}\}_{i}=\psi (\{x_{i}'\}_{i})} kde {\displaystyle \psi } je homeomorfizmus. Pak v nových souřadnicích se dá pole zapsat jako
{\displaystyle \sum _{j}\sum _{i}f_{i}\circ \psi (\{x_{k}'\}_{k}){\frac {\partial x_{j}'}{\partial x_{i}}}{\frac {\partial }{\partial x_{j}'}}.}
Ve fyzice se obvykle předpokládá, že pokud jsme schopni vektorové pole nějak měřit nebo počítat z jiných veličin, pak změníme pozorovatele takovým způsobem, aby se „fyzikální zákony“ nezměnily (například v klasické fyzice je to posunutí, otočení a zrcadlení pozorovatele, ve speciální relativitě Poincarého transformace), pak by pozorovatel v nových souřadnicích měl být schopen změřit nebo spočíst to samé pole (třebaže v souřadnicích jinak vyjádřené).